# هوهينوالد
هوهينوالد (بالإنجليزية: Hohenwald, Tennessee)‏ هي مدينة تقع بولاية تينيسي في وسط شرق الولايات المتحدة. تبلغ مساحة هذه المدينة 11.3 (كم²)، وترتفع عن سطح البحر 298 م، بلغ عدد سكانها 3754 نسمة في عام 2010 حسب إحصاء مكتب تعداد الولايات المتحدة وتصل الكثافة السكانية فيها 332.6 نسمة/كم2.

## أعلام
- ويليام غاي

## وصلات خارجية
- The US50 - Cities and Towns in Tennessee State